# ルネサンス文学

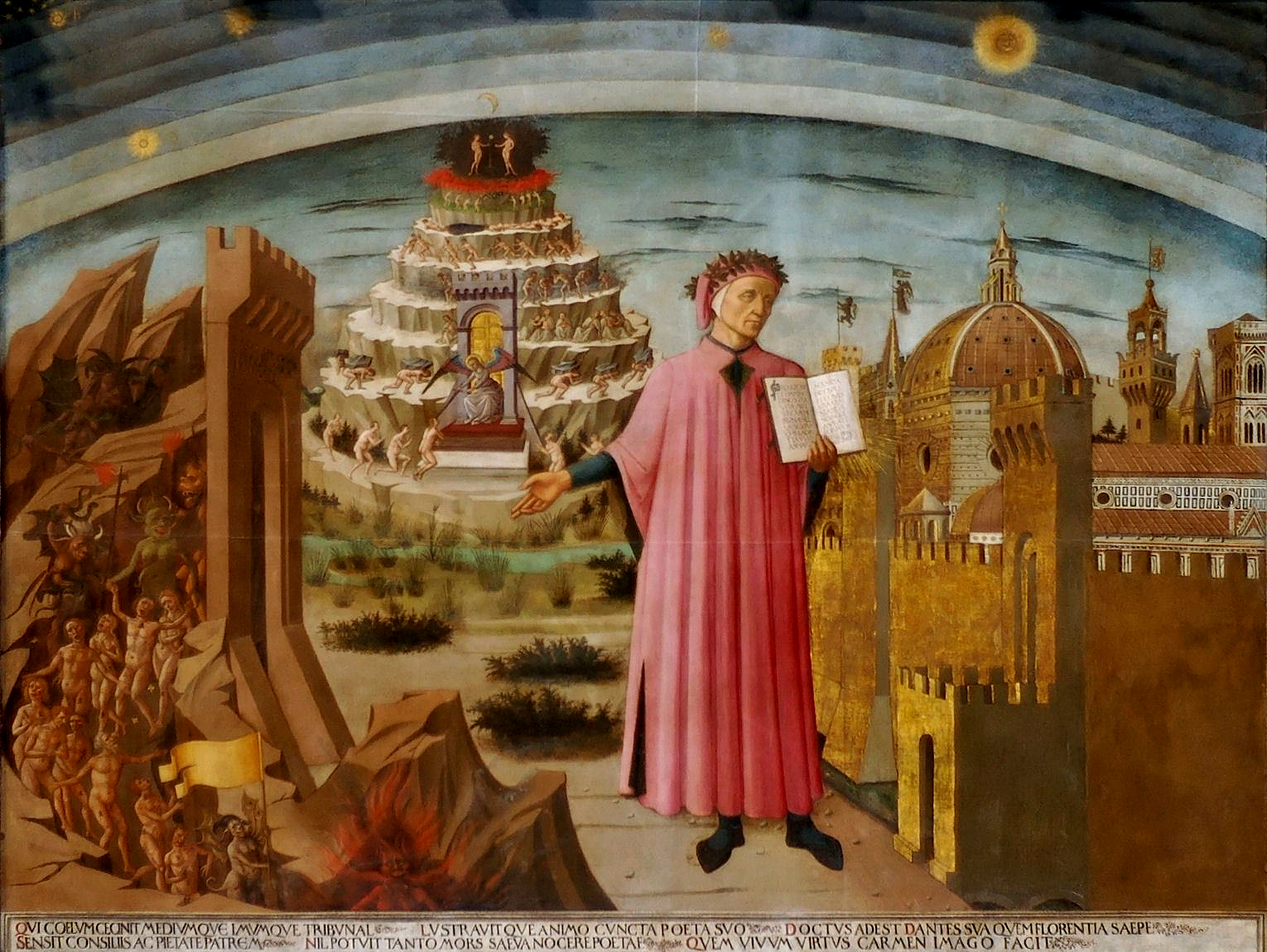
聖堂に描かれたダンテと神曲

ルネサンス文学 (るねさんすぶんがく) は、14世紀から16世紀の時代に全ヨーロッパを範囲に普及した文学状況を言う。

## 概要
ほぼ14世紀 - 16世紀のヨーロッパ各国の文学と重なるが、とくには美術や音楽も含む文化運動ルネサンスの文学における局面を指す。14世紀のイタリアに発祥し、数世紀のあいだにフランス、オランダ、イギリス、スペインなどの各国に波及した。
はじめ北イタリアに興ったギリシアとローマの古典研究が、全欧に人文主義と呼ばれる新たな勢力を作り、その周辺から中世の教会中心的文化を離れた新しい文学が生まれた。文学の形式として小説（ノベル）が成立していったのも同時期である。こうしたルネサンス文学の状況には、欧州各国語の成熟、印刷術の普及、市民階級の台頭、宗教改革など、さまざまな要素が関連している。

## ルネサンス期の作家と代表作
- ダンテ・アリギエーリ Dante Alighieri (1265-1321, イタリア）『神曲』
- フランチェスコ・ペトラルカ Francesco Petrarca (1304-1374, イタリア）『カンツォニエーレ』
- ジョヴァンニ・ボッカチオ Giovanni Boccaccio (1313-1375, イタリア)『デカメロン』
- ジェフリー・チョーサー Geoffrey Chaucer (1343-1400?, イギリス）『カンタベリー物語』
- デジデリウス・エラスムス Desiderius Erasmus (1466?-1536, オランダ）『痴愚神礼讃』
- ニッコロ・マキャヴェッリ Niccolò Machiavelli (1469-1527, イタリア）『君主論』『政略論』
- ルドヴィーコ・アリオスト　Ludovico Ariosto（1474-1533, イタリア）『狂えるオルランド』
- トマス・モア Thomas More (1478-1535, イギリス）『ユートピア』
- フランソワ・ラブレー François Rabelais (1483?-1553, フランス）『ガルガンチュワとパンタグリュエル』
- ミシェル・ド・モンテーニュ Michel de Montaigne (1533-1592, フランス）『エセー』
- エドマンド・スペンサー Edmund Spenser（1552？-1599, イギリス）『妖精の女王』
- ミゲル・デ・セルバンテス Miguel de Cervantes (1547-1616, スペイン）『ドン・キホーテ』

## ルネサンスとその文学

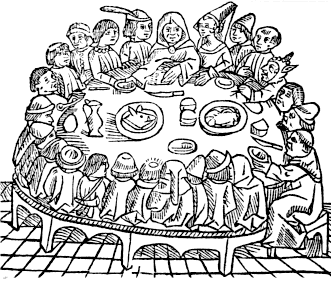
カンタベリー物語の木版画

ルネサンスはもとフランス語で『再生』を意味する（re- 再び + naissance 誕生）。日本では古くから「文芸復興」とも訳された。これはギリシアやローマの古典研究がルネサンス運動の原動となったためである。そうした研究に従事した人は人文主義者と呼ばれ、14世紀の北イタリアから次第に全ヨーロッパに広がった。人文主義者たちは国を越えてさかんに交流し、当初イタリアで発達した新しい文学の形式を全欧に普及させていく。
さらにルネサンス（再生）という語は、ただ文芸においてだけでなく、さまざまに広い含意を込めて使われてきた。この語を歴史区分として初めて使ったのはミシュレであるが、その弟子フェーヴルによれば、以前から多様な場面で使われており、「文芸の復興」、「ローマ法の復活」、「初期古典悲劇による演劇の新生」、「中世末における絵画の再生」、「情熱的な魂における欲望の再燃」、「生活に疲れた心への徳のよみがえり」などの意味も持つ。
こうした用法からも窺えるとおり、ルネサンスという語の核心には、古典を通じて人間的な活力と価値が再生するという観念がある。文化運動としてのルネサンスは、この人間中心的な価値観が、中世的な世界観の停滞を刷新していく過程だった。中世では教会の権威が絶頂にあったため、神学の教義を中心とする価値観が支配的だったが、14世紀になるとこの状況が大きく崩れ出す。
文学において見れば、ルネサンスは中世にない新しい作品を次々と生み出した。人文主義は貴族や僧侶のようなかつての知識層だけでなく、新たに力を増してきた市民層にも流行したため、貴族的な教養と庶民的な娯楽が混淆することになった。ルネサンスの作家たちの作品にはほぼ例外なく、ギリシアやラテンの古典教養と現世的な写実の両方が見られる。また教会や政治に対する奇抜な諷刺も特色である。
物語形式としての小説の原点もこの時期にある。小説「ノベル」という語は「新しい小話」という原義であるが、この時期は様式のロマンスから写実のノベルへ物語形式の移行が見られた。その端緒となるのがボッカチオの『デカメロン』であり、チョーサーの『カンタベリー物語』やセルバンテスの短編集『模範小説集』がこの影響下に生まれている。

## 人文主義者
14世紀、北イタリアでラテン語古典研究の流行が始まり、やがてイタリア全土へ、ギリシア語の研究も抱合し、続く数世紀でヨーロッパ各国へ広まった。この二つの古典語は人文語（Humanae Leterae）、その研究は人文研究（Studia Humanitatis）と呼ばれ、西洋古典学に進展した。人文研究は僧侶や貴族の教養となり、また学問を愛好するイタリア諸都市の裕福な市民にも学ばれた。
この思潮はルネサンス文学の土壌となり伝達路ともなった。ペトラルカはラテン語文法の整備の業績で知られ、ボッカチオはチェルタルド王の勧誘で古典研究の辞典を書いている。セルバンテスは十代の頃に人文学者の私塾で学んだ。エラスムスとトマス・モアは親しく文通し、『痴愚礼賛』はモアの家に滞在中に書かれた。
人文主義は当初、教会の僧侶や封建貴族の庇護のもとに発達したが、次第にその人間中心的な理念が教会制度と対立するようになる。ラブレーは所属のフランチェスコ会にギリシャ語の学問を禁じられたため、没収されかけた書物とともにベネディクト会へ移っている。

## イタリアでの発祥

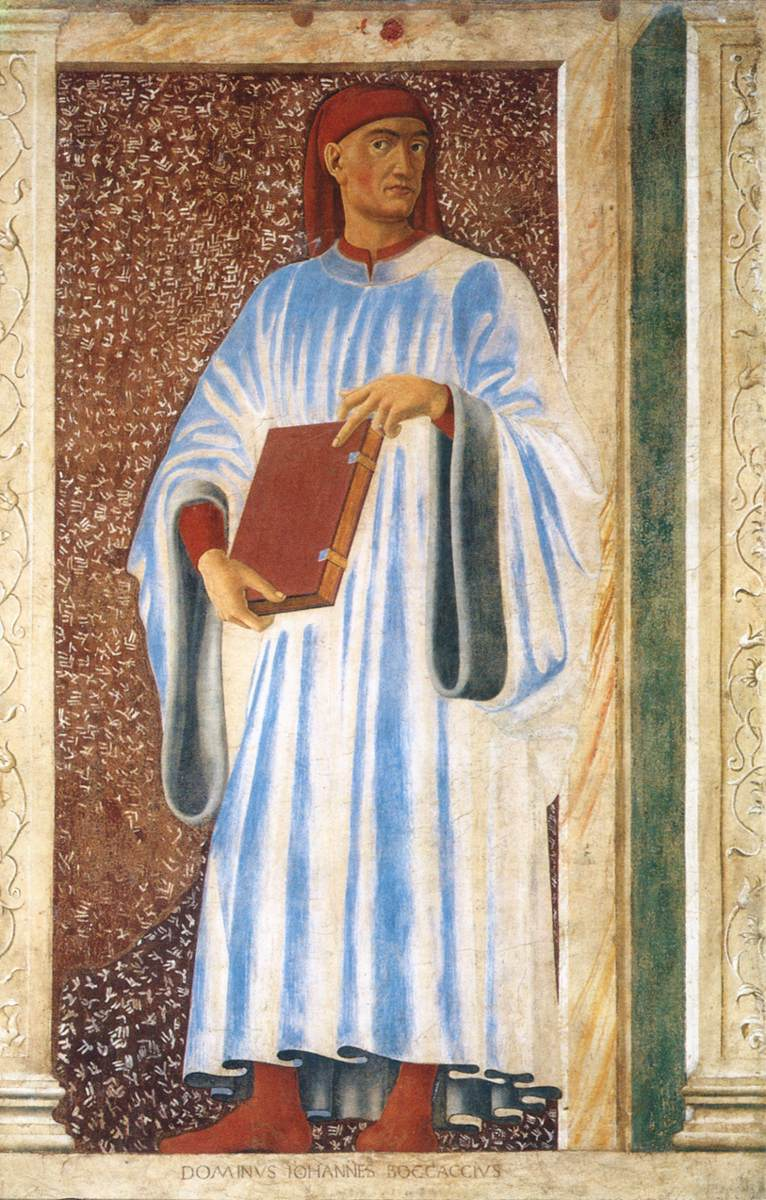
ボッカチオのフレスコ画

人文主義による古典文学の再評価に加えて、14世紀のイタリアでは、教皇の没落と地方僭主の台頭という政治の混乱を背景に、率直な意思や個人の勢力を重んじる気運が生まれていた。こうした状勢下で、ダンテ、ペトラルカ、ボッカチオ、マキャベリらが、中世の因習を離れた文学作品を生み出していく。
ダンテの『神曲』は、これまで聖書の世界であった天国と地獄を見てきたように鮮明な詩の作品にした。それがイタリア語で書かれたということも、各国語の成熟という点から意義が深い。
ダンテに続いたペトラルカは叙情詩人として名高く、外国の詩にも影響があった。またラテン語文法の整備により人文研究の父とも言われる。ボッカチオもペトラルカと親交があった詩人だが、散文の『デカメロン』で物語文学の新しい形式を拓いた。マキャベリの『君主論』は当時の複雑な国家外交から生まれて、現実主義の代名詞ともなった。

## ヨーロッパ各地への波及
イギリスのチョーサーは二度のイタリア旅行で現地の文学に触れ、のちに『デカメロン』同様の連続説話集『カンタベリー物語』を書いた。またフランスでもボッカチオの影響による『エプタメロン』が出て、この時期の短篇小説の傑作とされている。スペインでもボッカチオやその後継のイタリア作家の翻訳物が多く読まれた。セルバンテスの『模範小説集』もそうした読者にあてて書かれたものである。
またこうした短篇物語集とは別に、滑稽奇想な社会諷刺が込められた長篇物語の系統が見られる。エラスムスの『痴愚礼賛』、トマス・モアの『ユートピア』、ラブレーの『ガルガンチュワとパンタグリュエル』などである。
『エセー』のモンテーニュも人文主義者であり、宗教戦争の争乱の中でギリシャやラテンの文献を引用し寛容の心を説いた。